# Pietro Cascella
Pietro Cascella (ur. 2 lutego 1921 w Pescarze zm. 18 maja 2008 w Pietrasanta) – włoski rzeźbiarz.
W 1957 wygrał konkurs na budowę Pomnika Ofiar Faszyzmu, który stanął w 1967 na terenie Auschwitz-Birkenau. W kwietniu 2006 został odznaczony Złotym Medalem za Zasługi dla Kultury i Sztuki.

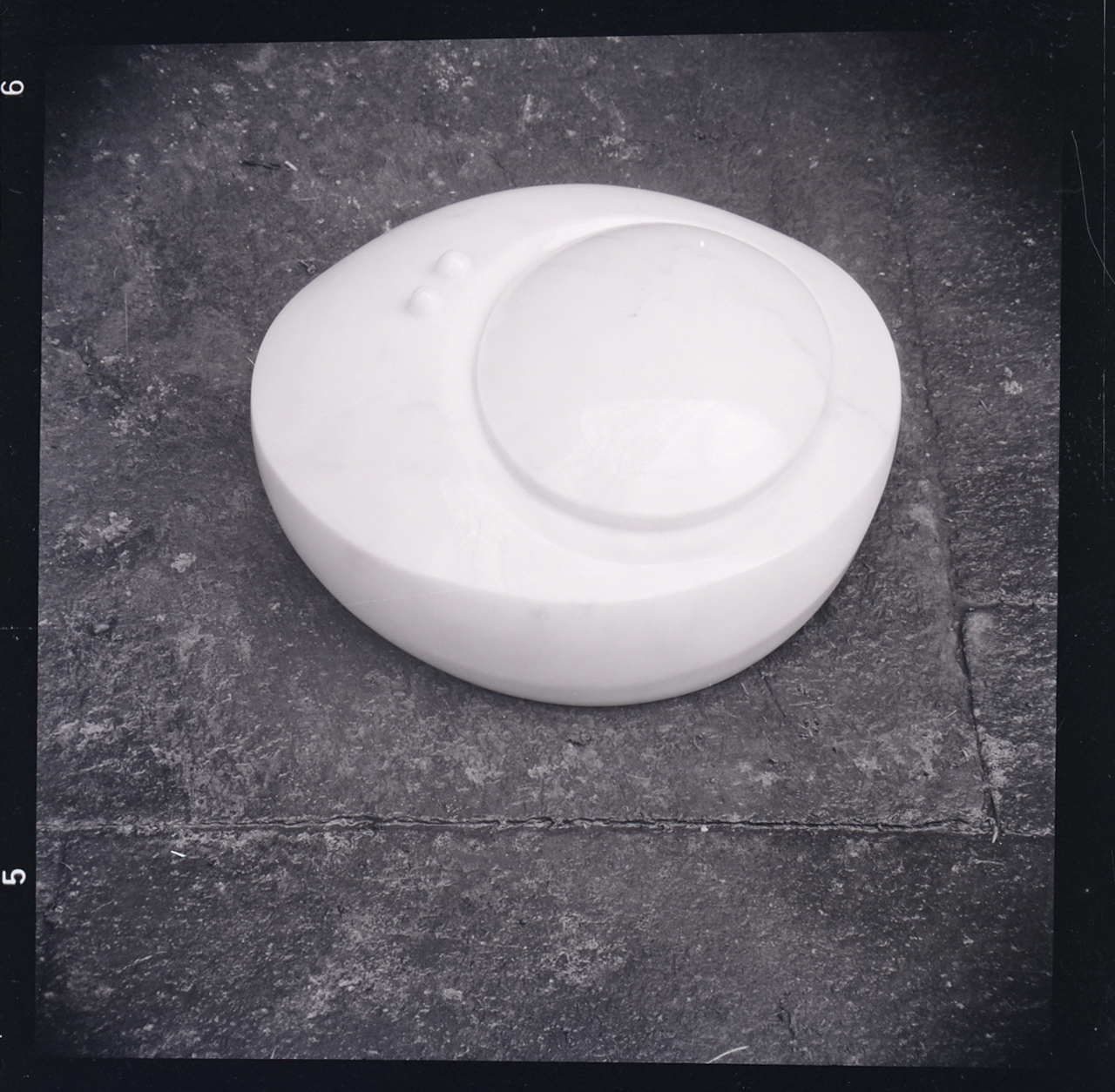
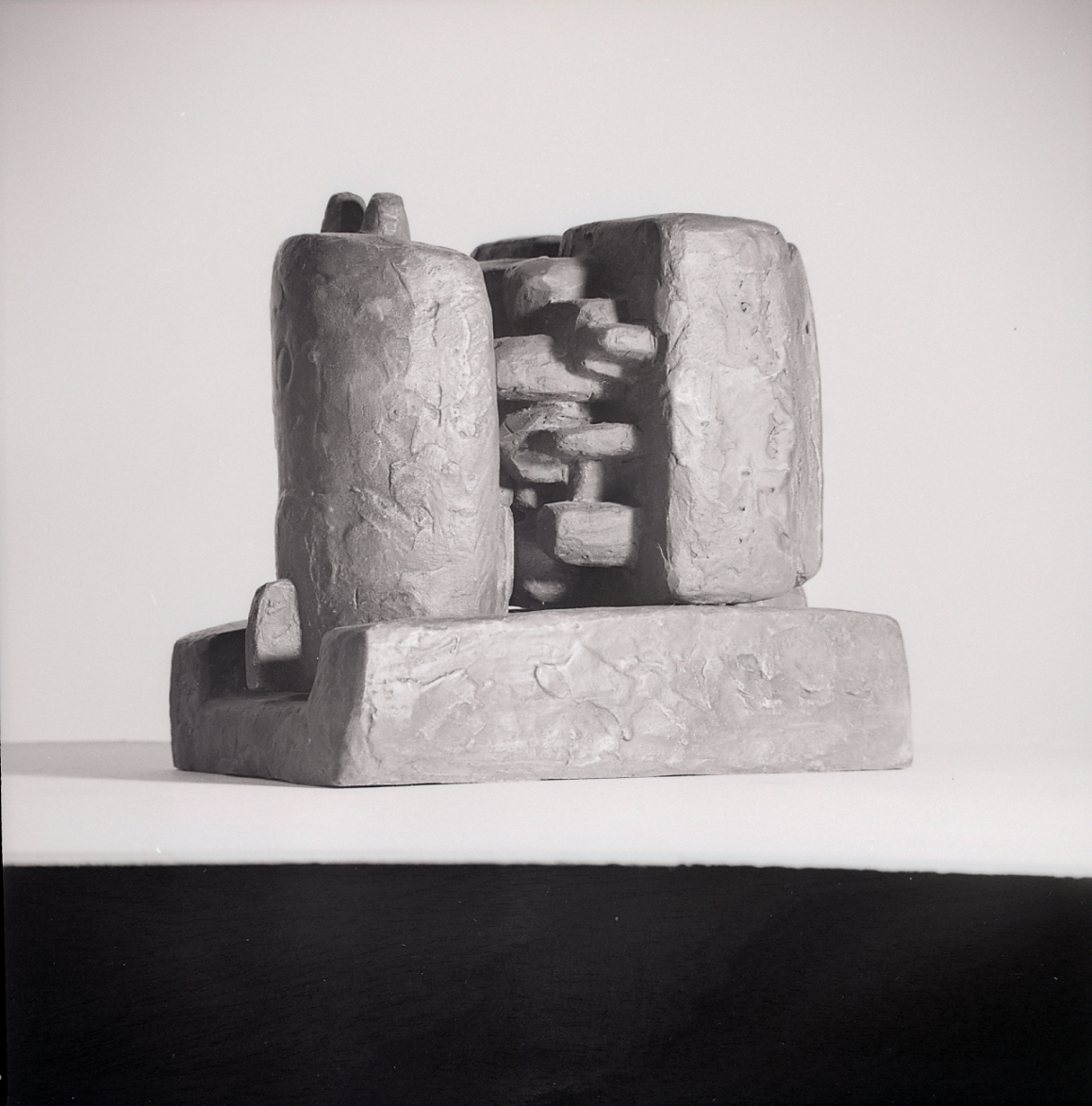
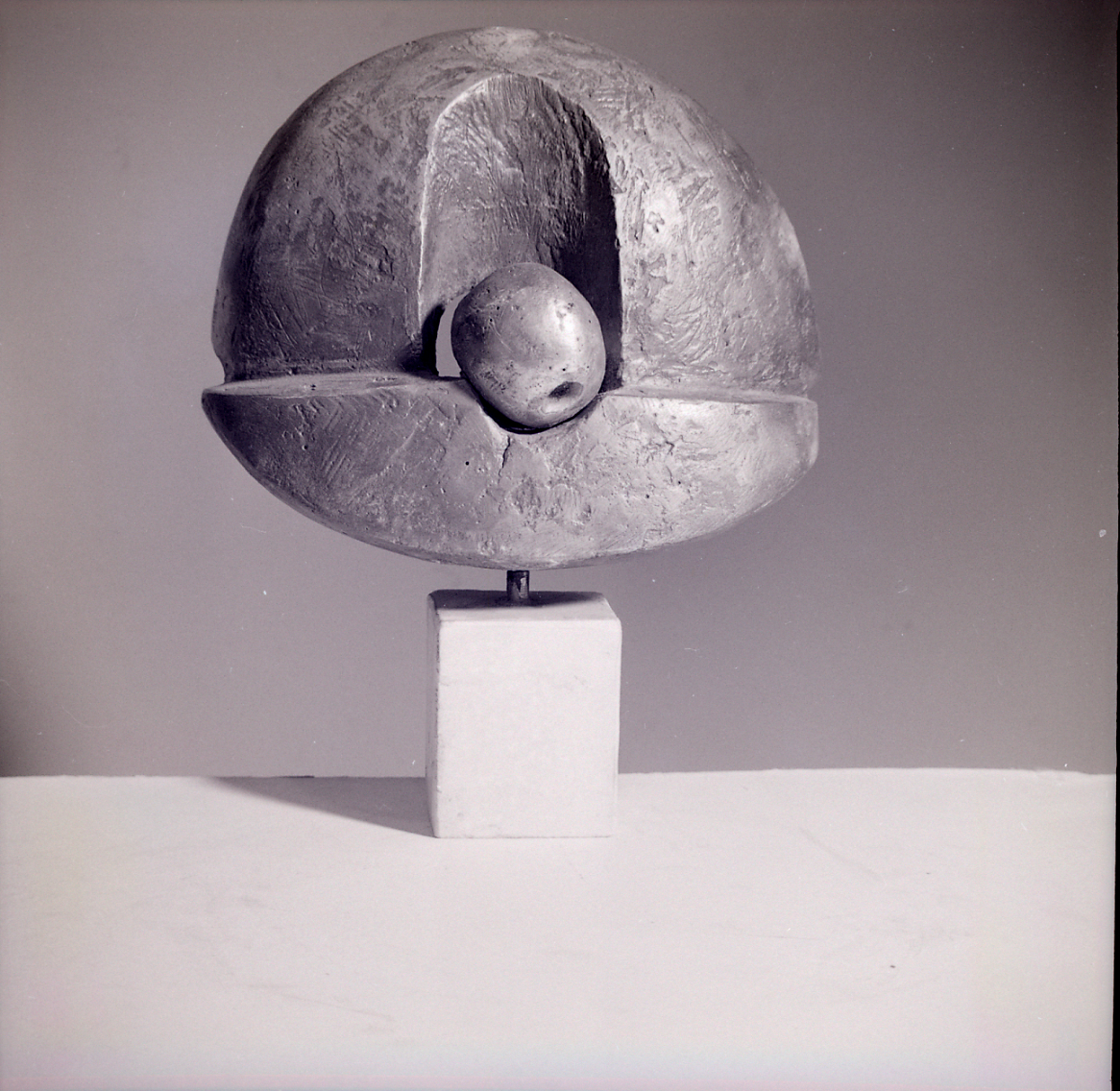